# Yoshida Shōin
Yoshida Shōin (吉田 松陰?), (Provincia de Nagato, 20 de septiembre de 1830 – Edo, 21 de noviembre de 1859) fue uno de los intelectuales japoneses más importantes del siglo XIX, especialmente en la última parte del Período Tokugawa. Nació en Chōshū, perteneciente a una familia samurái. Con tan sólo ocho años comenzó a asistir a la universidad, llegando a impresionar, con apenas diez años, a la familia del daimyō Mori en una conferencia sobre estrategia militar.
Cuando Mathew Perry llegó con su flota a las costas japonesas, Yoshida intentó ponerse en contacto con él a través de una carta. Posteriormente intentó junto a un amigo acceder en secreto a uno de los barcos del oficial norteamericano, pero fueron rechazados por los integrantes del navío. Poco después fue arrestado por las tropas leales al Bakufu. Tras pasar un tiempo en prisión, le fue impuesto un arresto en su domicilio. Se le prohibió viajar, pero se valió de sus alumnos de la escuela privada que dirigía, Shoka Sonjuku, para mantenerse informado de lo que sucedía en todas partes de Japón.
En 1858, Naosuke Ii, responsable de los tratados firmados con las potencias occidentales como consecuencia de la llegada de Perry, ordenó la detención y encarcelamiento de muchos de los seguidores de Yoshida. Este entonces decidió encabezar una revuelta. Al fracasar la misma, fue encarcelado de nuevo en Chōshū. Un año después fue ejecutado cuando contaba con 29 años. Algunos de sus discípulos, como Takasugi Shinsaku e Itō Hirobumi fueron muy conocidos posteriormente, y casi todos los sobrevivientes  del grupo formado por Yoshida Shōin tomaron parte activa en la Restauración Meiji.